# Список глав государств в 1206 году
Список глав государств в 1205 году — 1206 год — Список глав государств в 1207 году — Список глав государств по годам

## Азия
- Аббасидский халифат — Ан-Насир Лидиниллах, халиф (1180 — 1225)
- Айюбиды —
  - Аз-Захир Гази, эмир Алеппо[англ.] (1193 — 1216)
  - Аль-Адиль I (Сайф ад-Дин), эмир Дамаска[англ.] (1196 — 1218)
  - Ан-Назир Айюб, эмир Йемена[англ.] (1202 — 1214)
  - Аль-Авхад Айюб, эмир Месопотамии[англ.] (1200 — 1210)
  - Аль-Мансур Мухаммад I, эмир Хамы[англ.] (1191 — 1221)
  - Аль-Муджахид Ширкух, эмир Хомса[англ.] (1186 — 1240)
- Анатолийские бейлики —
  - Артукиды —
    - Насир ад-дин Махмуд ибн Мухаммад, эмир (Хисн Кайф) (1201 — 1222)
    - Атрук-Арслан Насир, эмир (Мардин) (1201 — 1239)

  - Менгджуки (Менгучегиды) — Фахр ад-дин Бахрам-шах, бей (1155 — 1218)
  - Шах-Армениды — 
    - Мухаммад ал-Мансур, эмир (1198 — 1206)
    - Балбан Изз ад-дин, эмир (1206 — 1207)
- Антиохийское княжество — Боэмунд IV, князь (1201 — 1216, 1219 — 1233)
- Восточно-Караханидское ханство —
  - Мухаммед IV Богра-хан, хан (в Кашгаре) (1205 — 1211)
  - Ахмад Кадыр-хан, хан (в Узкенде) (1178 — 1210)
- Грузинское царство — Тамара, царица (1184 — ок. 1213)
- Гуриды — 
  - Мухаммад Гури, султан (1202 — 1206)
  - Гийас аль-Дин Махмуд, султан (1206 — 1212)
  - Баха аль-Дин Сам II, малик (в Бамийане) (1192 — 1206)
  - Джалал аль-Дин Али, малик (в Бамийане) (1206 — 1215)
- Дайвьет — Ли Као Тонг, император[англ.] (1175 — 1210)
- Дали (Дачжун) — Дуань Чжисян, император (1204 — 1238)
- Западно-Караханидское ханство — Осман, хан (1201 — 1212)
- Иерусалимское королевство — Мария, королева (1205 — 1212)
- Ильдегизиды — Абу Бакр, великий атабек (1191 — 1210)
- Индия —
  - Венад[англ.] — Маниканта Рама Варма Тирувади, махараджа[англ.] (1195 — 1209)
  - Восточные Ганги[англ.] — Раджараджа II, царь[англ.] (1198 — 1211)
  - Делийский султанат — Кутб ад-дин Айбак, султан (1206 — 1210)
  - Какатия — Ганапати, раджа (1199 — 1261)
  - Качари — Охак, царь (ок. 1180 — ок. 1210)
  - Кашмир (Лохара) — Ягадева, царь[англ.] (1188 — 1212/1213)
  - Кхен — Притху, махараджа (1185 — 1228)
  - Пандья — Куласекаран I, раджа (1190 — 1216)
  - Парамара[англ.] — Субхатаварман, махараджа[англ.] (1193 — 1210)
  - Сена — 
    - Лакшмана Сена, раджа (1179 — 1206)
    - Вишварупа Сена, раджа (1206 — 1225)

  - Соланки — Бхимадева II Бхоло, раджа (1178 — 1242)
  - Хойсала — Вира Баллаладэва II, махараджадхираджа (1187 — 1220)
  - Чандела — Траилокьяварман, раджа (1203 — 1254)
  - Чола — Кулоттунга Чола III, махараджа (1178 — 1218)
  - Ядавы (Сеунадеша) — Сингхана II, махараджа (1200 — 1247)
- Иран —
  -  Баванди — Рустам V, испахбад (1205 — 1210)
  -  Хазараспиды — Малик Хазарасп, атабек (1204 — 1248)
- Кедах — Мухаммад Шах, султан[англ.] (1201 — 1236)
- Киликийское царство — Левон II, царь (1198 — 1219)
- Кипрское королевство — Гуго I, король (1205 — 1218)
- Китай —
  -  Империя Сун  — Нин-цзун (Чжао Ко), император (1194 — 1224)
  - Западное Ся — 
    - Хуань-цзун (Ли Чунью), император (1193 — 1206)
    - Сян-цзун (Ли Аньцюань), император (1206 — 1211)

  - Каракитайское ханство (Западное Ляо) — Елюй Чжулху, гурхан (1177 — 1213)
  - Цзинь — Ваньянь Мадагэ (Цжан-цзун), император (1189 — 1208)
- Кхмерская империя (Камбуджадеша) — Джайаварман VII, император (1178 — 1218)
- Конийский (Румский) султанат — Кей-Хосров I, султан (1192 — 1196, 1205 — 1211)
- Корея (Корё)  — Хиджон, ван (1204 — 1212)
- Лемро — 
  - Све Тин, царь[англ.] (1205 — 1206)
  - Минхонг I, царь[англ.] (1206 — 1207)
- Мальдивы — Дихей, султан (1199 — 1214)
- Монгольская империя — Чингисхан, великий хан (1206 — 1227)
- Никейская империя — Феодор I Ласкарис, император (1206 — 1221)
- Паган — Ситу II, царь[англ.] (1174 — 1211)
- Полоннарува — Кальянавати, царь (1202 — 1208)
- Рюкю — Сюнтэн, ван (1187 — 1237)
- Сельджукиды — Нур ад-Дин Арслан-Шах I, эмир Мосула (1193 — 1211)
- Сунда — Гуру Дармасикса, махараджа (1175 — 1297)
- Трапезундская империя — Алексей I Великий Комнин, император (1204 — 1222)
- Графство Триполи — Боэмунд IV, граф (1189 — 1233)
- Тямпа — Кам Бо Туок, князь (1203 — 1220)
- Государство Хорезмшахов — Ала ад-Дин Мухаммед II, хорезмшах (1200 — 1220)
- Ширван — Гершасп ибн Фаррухзад, ширваншах (1204 — 1225)
- Япония — 
  - Цутимикадо, император (1198 — 1210)
  - Минамото-но Санэтомо, сёгун (1203 — 1219)

## Америка
- Куско — Манко Капак, сапа инка (1200 — 1230)

## Африка
- Айюбиды — Аль-Адиль I, султан Египта (1200 — 1218)
- Альмохады — Мухаммад ибн Якуб ан-Насир, халиф (1199 — 1214)
- Бенинское царство — Эвека I, оба[англ.] (1180 — 1246)
- Гана — Сумаба Сиссе, царь (1203 — 1235)
- Канем — Абд аль Джелил Сельма I ибн Бироку, маи (1194 — 1221)
- Каниага — Сумангуру Кваннте, царь (ок. 1200 — 1235)
- Килва — Хусейн ибн Сулейман, султан (1191 — 1215)
- Нри[англ.] — Буифе, эзе[англ.] (1159 — 1259)
- Эфиопия — Наакуето Лааб, император (1159 — 1207)

## Европа
- Англия — Иоанн Безземельный, король (1199 — 1216)
- Болгарское царство — Калоян, царь (1197 — 1207)
- Босния — Степан, бан (1204 — 1232)
- Венгрия — Андраш II, король (1205 — 1235)
- Венецианская республика — Пьетро Дзиани, дож (1205 — 1230)
- Дания — Вальдемар II Победоносный, король (1202 — 1241)
- Ирландия —
  - Десмонд — 
    - Домналл Мор На Корра Маккарти, король (1185 — 1206)
    - Фингел Маккарти, король (1206 — 1207)

  - Коннахт — Катал Кробдерг мак Тойрдельбайг, король (1189 — 1224)
  - Тир Эогайн — Аод Мейх мак Аода О’Нейлл, король (1196 — 1230)
  - Томонд — Муйрхертах Финн мак Диармайта Мор, король (1194 — 1198, 1203 — 1210)
- Испания —
  - Ампурьяс — Уго IV, граф (ок. 1200 — 1230)
  - Арагон — Педро II, король (1196 — 1213)
  - Кастилия — Альфонсо VIII, король (1158 — 1214)
  - Леон — Альфонсо IX, король (1188 — 1230)
  - Наварра — Санчо VII Сильный, король (1194 — 1234)
  - Пальярс Верхний — Гильельма, графиня (ок. 1199 — ок. 1229)
  - Прованс — Альфонсо II, граф (1196 — 1209)
  - Урхель — Эрменгол VIII, граф (1184 — 1209)
- Киевская Русь (Древнерусское государство) — 
  -  Владимиро-Суздальское княжество — Всеволод Юрьевич Большое Гнездо, великий князь Владимирский (1176 — 1212)
  -  Киевское княжество — 
    - Рюрик Ростиславич, великий князь Киевский (1173, 1180 — 1181, 1194 — 1201, 1203 — 1204, 1205 — 1206, 1206 — 1207, 1207 — 1210)
    - Всеволод Святославич Чермный, великий князь Киевский (1206, 1207, 1210 — 1212)

  -  Белгородское княжество — Мстислав Романович Старый, князь (1206 — 1207)
  -  Галицко-Волынское княжество — 
    - Даниил Романович, князь (1205 — 1206, 1238 — 1254)
    - Владимир Игоревич, князь (в Галиче) (1206 — 1208, 1210 — 1211)
    - Святослав Игоревич, князь (во Владимире-Волынском) (1206 — 1208)
    - Роман Игоревич, князь (в Звенигороде) (1206 — 1208, 1210 — 1211)
    - Александр Всеволодович, князь (в Белзе) (1195 — 1207, 1215 — 1233)

  -  Луцкое княжество — Ингварь Ярославич, князь (1180 — 1220)
  -  Муромское княжество — Давыд Юрьевич, князь (1203 — 1228)
  -  Новгород-Северское княжество — 
    - Владимир Игоревич, князь (1198 — 1206)
    - Глеб Святославич, князь (1206 — ок. 1212)

  -  Новгородское княжество — Константин Всеволодович, князь (1205 — 1208)
  -  Переяславское княжество — 
    - Ярослав Всеволодович, князь (1200 — 1206)
    - Михаил Всеволодович, князь (1206)
    - Владимир Рюрикович, князь (1206 — 1213)

  -  Полоцкое княжество — Владимир, князь (ок. 1186 — 1216)
    -  Витебское княжество — Василько Брячиславич, князь (1186 — 1221)

  -  Рязанское княжество — Роман Глебович, князь (1180 — 1207)
    -  Пронское княжество — Всеволод Глебович, князь (ок. 1185 — 1186, 1188 — 1207)

  -  Смоленское княжество — Мстислав Романович Старый, князь (1197 — 1214)
  -  Туровское княжество — Андрей Иванович, князь (1195 — 1223)
  -  Черниговское княжество — Всеволод Святославич Чермный, князь (1201 — 1210, 1214 — 1215)
- Латинская империя — Генрих I Фландрский, император (1206 — 1216)
  - Герцогство Афинское — Оттон де ла Рош, герцог (1204 — 1225)
  - Ахейское княжество — Гильом I де Шамплит, князь (1205 — 1209)
  - Королевство Фессалоники — Бонифаций I Монферратский, король (1204 — 1207)
  - Эпирское царство — Михаил I Комнин Дука, царь (1205 — 1212)
- Норвегия — 
  - Инге II, король (1204 — 1217)
  - Эрлинг Стейнвегг, король (1204 — 1207)
- Орден меченосцев — Винно фон Рорбах, магистр (1202 — 1209)
- Островов королевство —
  - Дункан, король Островов и Аргайла (ок. 1200 — 1247)
  - Дугал II Скрич, король Островов и Аргайла (ок. 1200 — ок. 1235)
  - Ангус, король Островов и Гарморана (1164 — 1210)
  - Ранальд, король Островов и Кинтайра (1164 — 1209)
  - Рёгнвальд IV, король Островов и Мэна (1187 — 1226)
- Папская область — Иннокентий III, папа римский (1198 — 1216)
- Польша —
  - Краковское княжество — 
    - Владислав III Тонконогий, князь (1202 — 1206, 1227 — 1229)
    - Лешек Белый, князь (1194 — 1198, 1199, 1206 — 1210, 1211 — 1227)

  - Великопольское княжество — Владислав III Тонконогий, князь (1202 — 1229)
  - Куявское княжество — Конрад I Мазовецкий, князь (1202 — 1233)
  - Сандомирское княжество — Лешек Белый, князь (1194 — 1227)
  - Силезское княжество —
    - Нижняя Силезия — Генрих I Бородатый, князь[англ.] (1201 — 1238)
    - Ратиборское княжество — Мешко I Плясоногий, князь[англ.] (1173 — 1211)

  - Мазовецкое княжество — Конрад I, князь[англ.] (1194 — 1247)
- Померания —
  - Богуслав II, герцог (1187 — 1211)
  - Казимир II, герцог (1187 — 1211)
- Померелия (Поморье) — Мстивой I, князь (1205 — 1220)
- Португалия — Саншу I, король (1185 — 1212)
- Священная Римская империя — 
  - Филипп Швабский, король Германии (1198 — 1208)
  - Оттон IV, король Германии (1198 — 1209)
  - Австрия — Леопольд VI, герцог (1198 — 1230)
  - Ангальт — Бернхард I, граф (1170 — 1212)
  - Бавария — Людвиг I, герцог (1183 — 1231)
  - Баден — 
    - Герман V, маркграф (1190 — 1243)
    - Генрих I, маркграф (1190 — 1231)

  - Бар — Тибо I, граф (1190 — 1214)
  - Берг — Адольф III, граф (1189 — 1218)
  - Брабант — Генрих I Смелый, герцог (1183 — 1235)
  - Бранденбург — Альбрехт II, маркграф (1205 — 1220)
  - Бургундия (графство) — Беатрис II, пфальцграфиня (1205 — 1231)
  - Вальдек — Герман I, граф (1184 — 1224)
  - Веймар-Орламюнде[нем.] — 
    - Зигфрид III, граф (1176 — 1206)
    - Оттон II, граф (1206 — 1211)

  - Вестфалия — Бруно IV фон Зайн, герцог (архиепископ Кёльна) (1205 — 1208)
  - Вюртемберг —
    - Гартман, граф (1181 — ок. 1240)
    - Людвиг III, граф (1181 — ок. 1241)

  - Гелдерн — Оттон I, граф (1182 — 1207)
  - Голландия — 
    - Виллем I, граф (1203 — 1222)
    - Ада, графиня (1203 — 1207)

  - Каринтия — Бернард, герцог (1201 — 1256)
  - Клеве — Дитрих V, граф (1201 — 1260)
  - Лимбург — Генрих III, герцог (1167 — 1221)
  - Лотарингия — 
    - Ферри I, герцог (1205 — 1206)
    - Ферри II, герцог (1206 — 1213)

  - Лужицкая (Саксонская Восточная) марка — Конрад II, маркграф (1190 — 1210)
  - Люксембург — Эрмезинда, графиня (1197 — 1247)
  - Марк — Адольф I, граф (1198 — 1249)
  - Мейсенская марка — Дитрих I, маркграф (1198 — 1221)
  - Мекленбург — Генрих Борвин I, князь (1178 — 1227)
  - Мерания — Оттон I, герцог (1204 — 1234)
  - Монбельяр — Ричард II, граф (1204 — 1228)
  - Монферрат — Бонифаций I, маркграф (1192 — 1207)
  - Намюр — Филипп I, маркграф (1195 — 1212)
  - Нассау — 
    - Генрих II, граф (1198 — 1247)
    - Роберт IV, граф (1198 — 1230)

  - Ольденбург — Мориц I, граф (1167 — 1209)
  - Рейнский Пфальц — Генрих V, пфальцграф (1195 — 1212)
  - Саарбрюккен — Симон II, граф (1182 — 1207)
  - Савойя — Томас I, граф (1189 — 1233)
  - Саксония — Бернхард III, герцог (1180 — 1212)
  - Салуццо — Манфред II, маркграф (1175 — 1215)
  - Тироль — Альбрехт IV, граф (1190 — 1253)
  - Трирское курфюршество — Иоанн I, курфюрст (1189 — 1212)
  - Тюрингия — Герман I, ландграф (1190 — 1217)
  - Церинген — Бертольд V, герцог (1186 — 1218)
  - Чехия — Пржемысл Отакар I, король (1198 — 1230)
    - Моравская марка — Владислав Йиндржих, маркграф (1192 — 1194, 1197 — 1222)

  - Швабия — Филипп, герцог (1196 — 1208)
  - Шверин — 
    - Гунцелин II, граф (1195 — 1220)
    - Генрих I Черный, граф (1195 — 1228)

  - Эно (Геннегау) — Жанна, графиня (1205 — 1244)
  - Юлих — Вильгельм II, граф (1176 — 1207)
- Сербия (Рашка) — Стефан II Первовенчанный, великий жупан (1196 — 1202, 1204 — 1217)
- Сицилийское королевство — Федерико II, король (1197 — 1212, 1217 — 1250)
- Уэльс —
  - Гвинед — Лливелин Великий, принц (1195 — 1240)
  - Дехейбарт — Майлгун ап Рис, король (1201 — 1216)
  - Поуис Вадог — Мадог ап Грифид Майлор, король (1191 — 1236)
  - Поуис Венвинвин — Гвенвинвин ап Оуайн, король (1195 — 1208, 1212 — 1216)
- Франция — Филипп II Август, король (1180 — 1223)
  - Арманьяк — Жеро IV Транкалеон, граф (1193 — 1215)
  - Ангулем — Изабелла, графиня (1202 — 1246)
  - Блуа — Тибо VI, граф (1205 — 1218)
  - Бретань — 
    - Ги де Туар, герцог (1203 — 1206)
    - Аликс де Туар, герцогиня (1206 — 1221)

  - Булонь — Ида Булонская, графиня (1173 — 1216)
  - Бургундия (герцогство) — Эд III, герцог (1192 — 1218)
  - Вермандуа — Элеонора, графиня (1191 — 1213)
  - Макон — Гильом IV, граф (1184 — 1224)
  - Невер — Матильда де Куртене, графиня (1199 — 1257)
  - Овернь — Ги II, граф (1195 — 1222)
  - Прованс — Раймунд VI Тулузский, маркиз (1194 — 1222)
  - Тулуза — Раймонд VI, граф (1194 — 1222)
  - Фландрия — Жанна, графиня (1205 — 1244)
  - Фуа — Раймунд Роже, граф (1188 — 1223)
  - Шалон — Беатрис, графиня (1192 — 1227)
  - Шампань — Тибо IV Трубадур, граф (1201 — 1253)
- Швеция — Сверкер II Карлссон, король (1196 — 1208)
- Шотландия — Вильгельм I Лев, король (1165 — 1214)

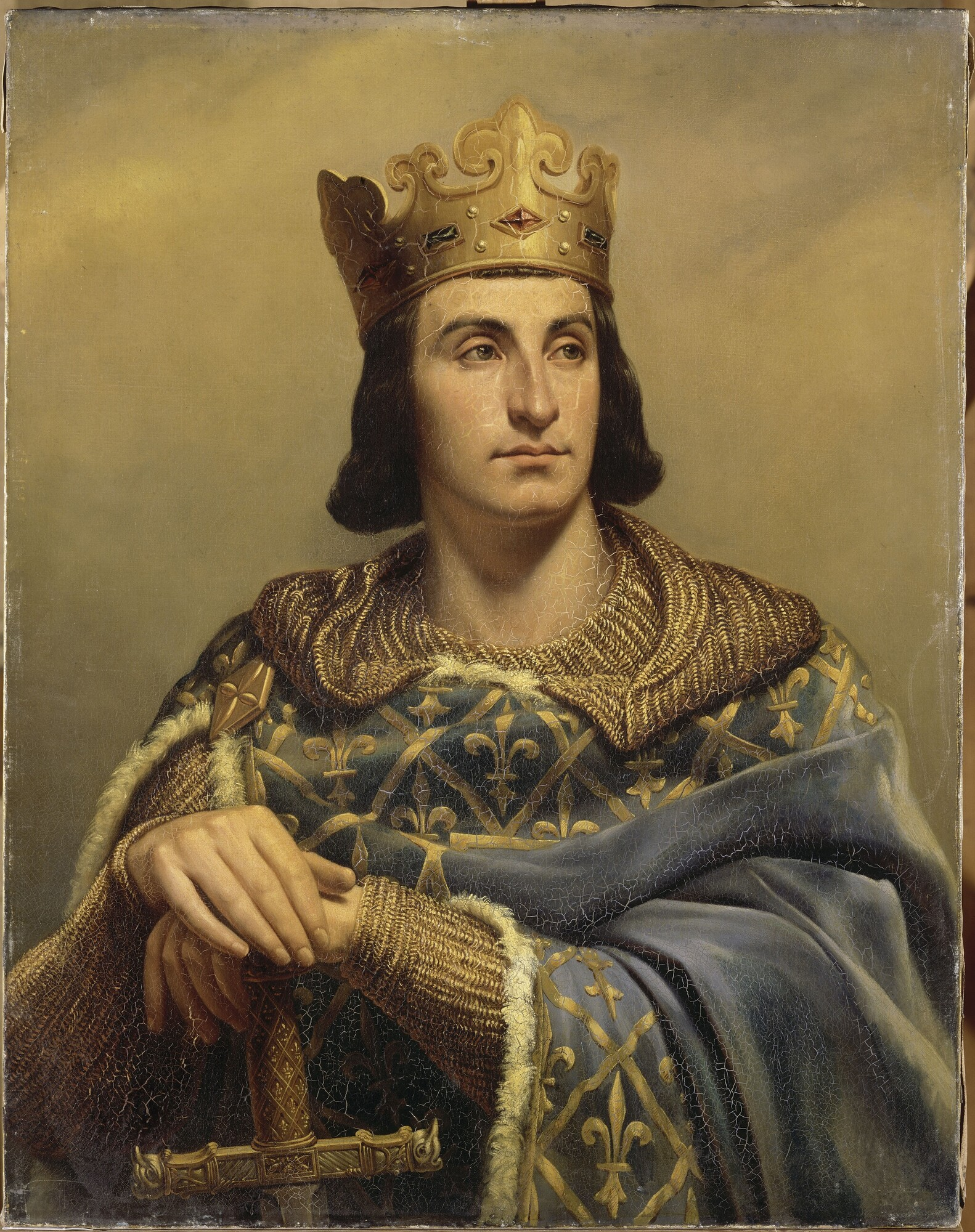
Филипп II Август 1180-1223 Король Франции
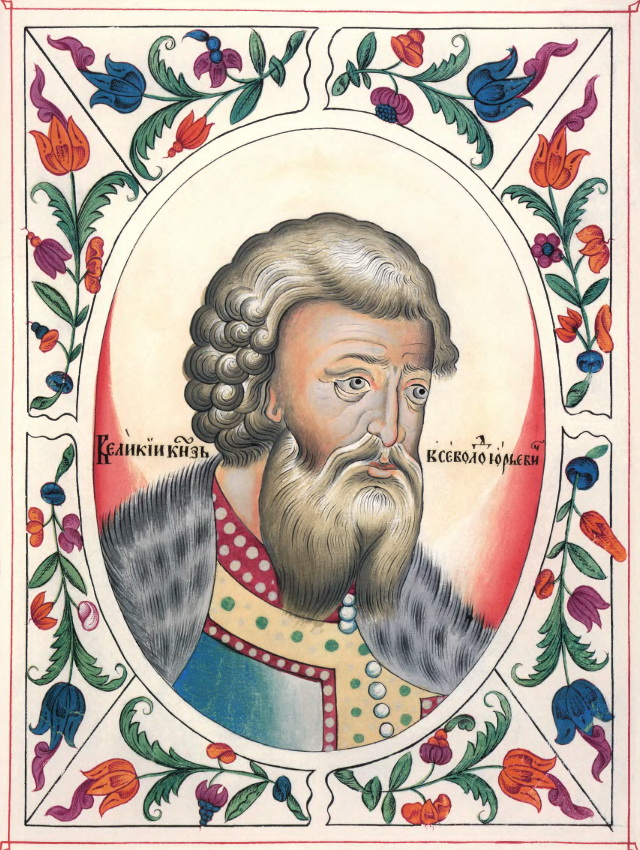
Всеволод Юрьевич Большое Гнездо 1176-1212 Великий князь Владимирский
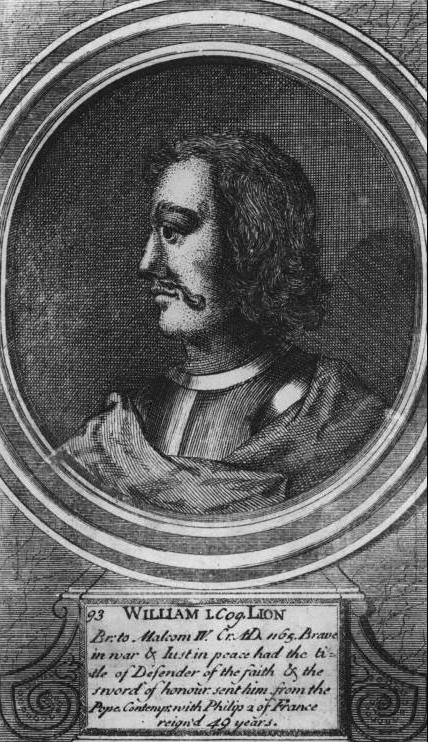
Вильгельм I Лев 1165-1214 Король Шотландии
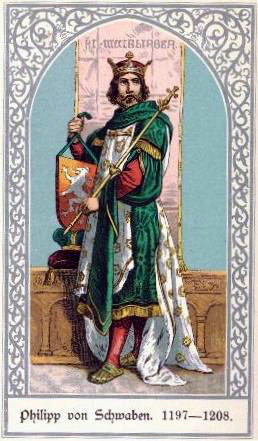
Филипп Швабский 1198-1208 Король Германии
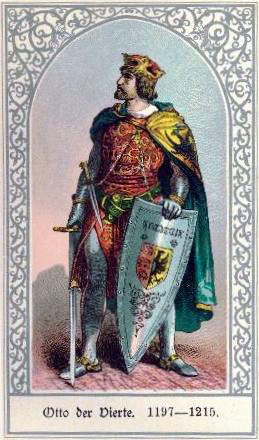
Отто IV 1198-1209 Король Германии
Чингизхан 1206-1227 Великий хан Монголии
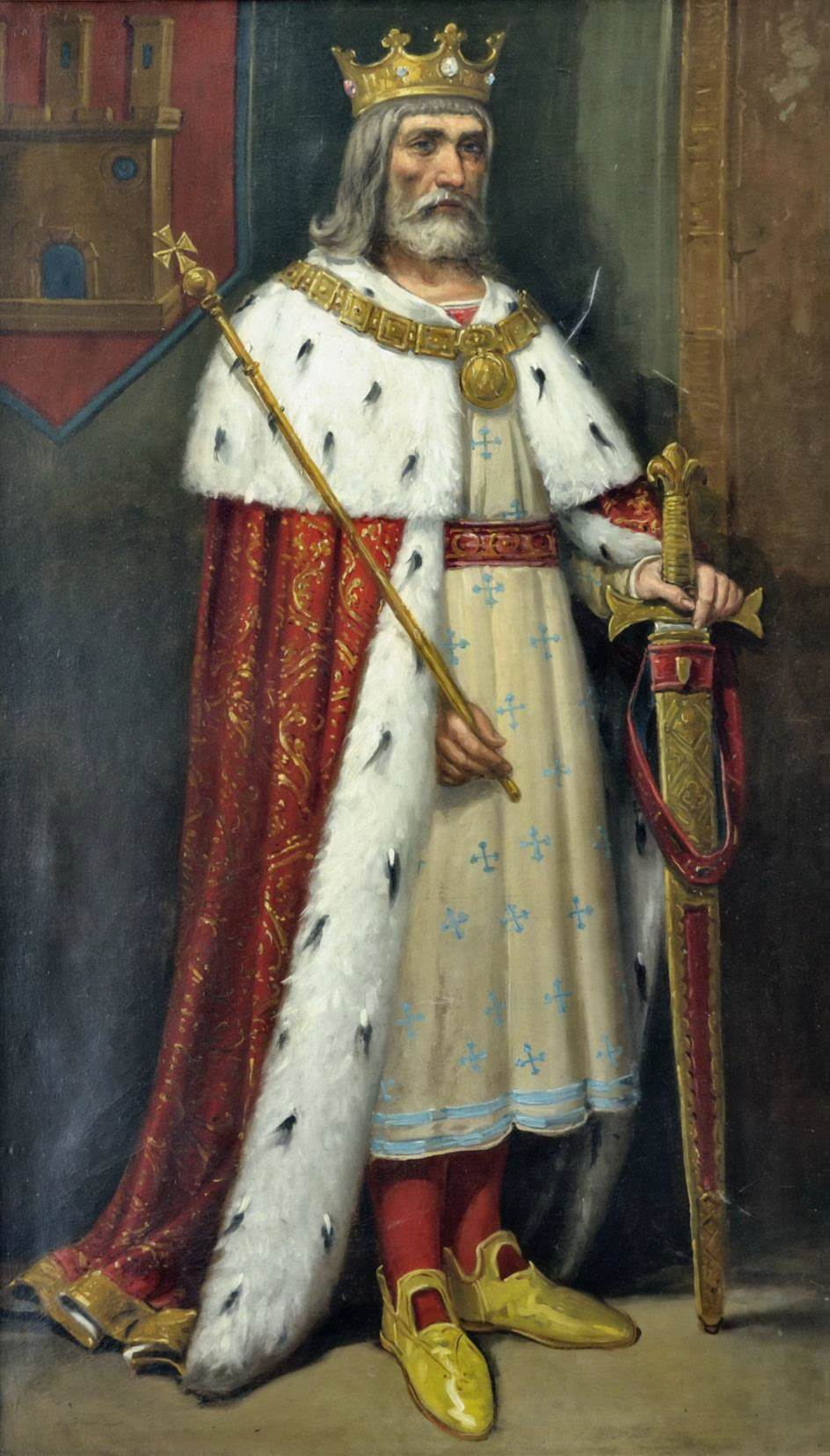
Альфонсо VIII 1158-1214 Король Кастилии
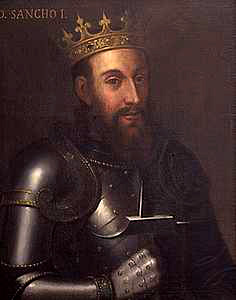
Саншу I 1185-1212 Король Португалии
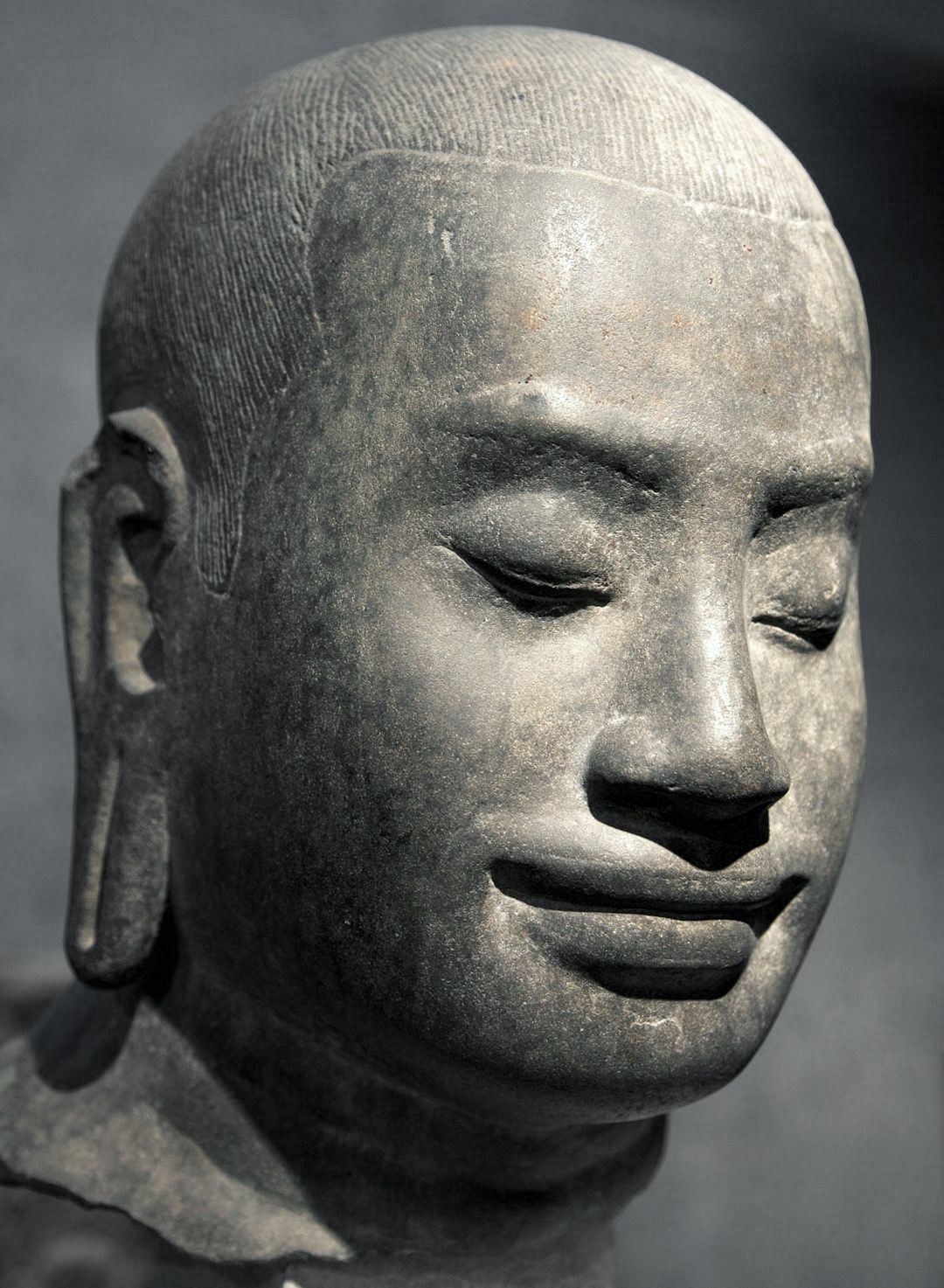
Джайаварман VII 1178-1218 Император Кхмерской империи
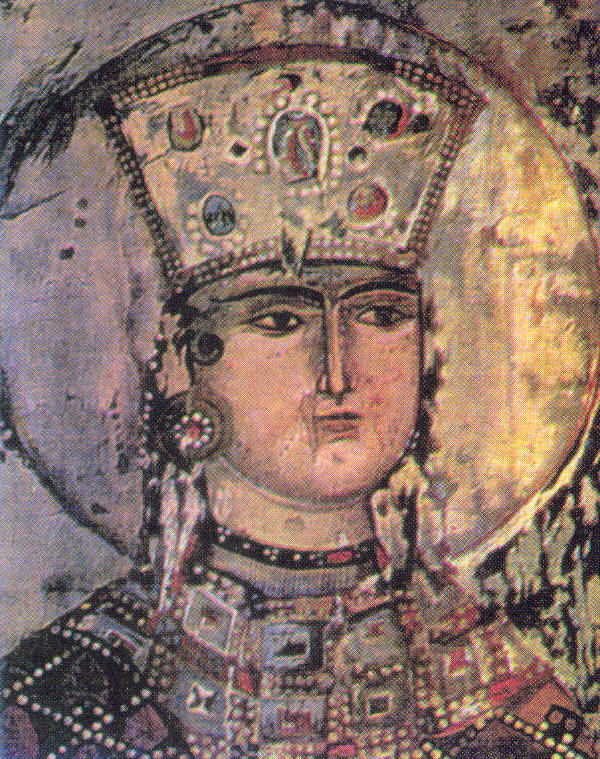
Тамара 1184-1213 Царица Грузии
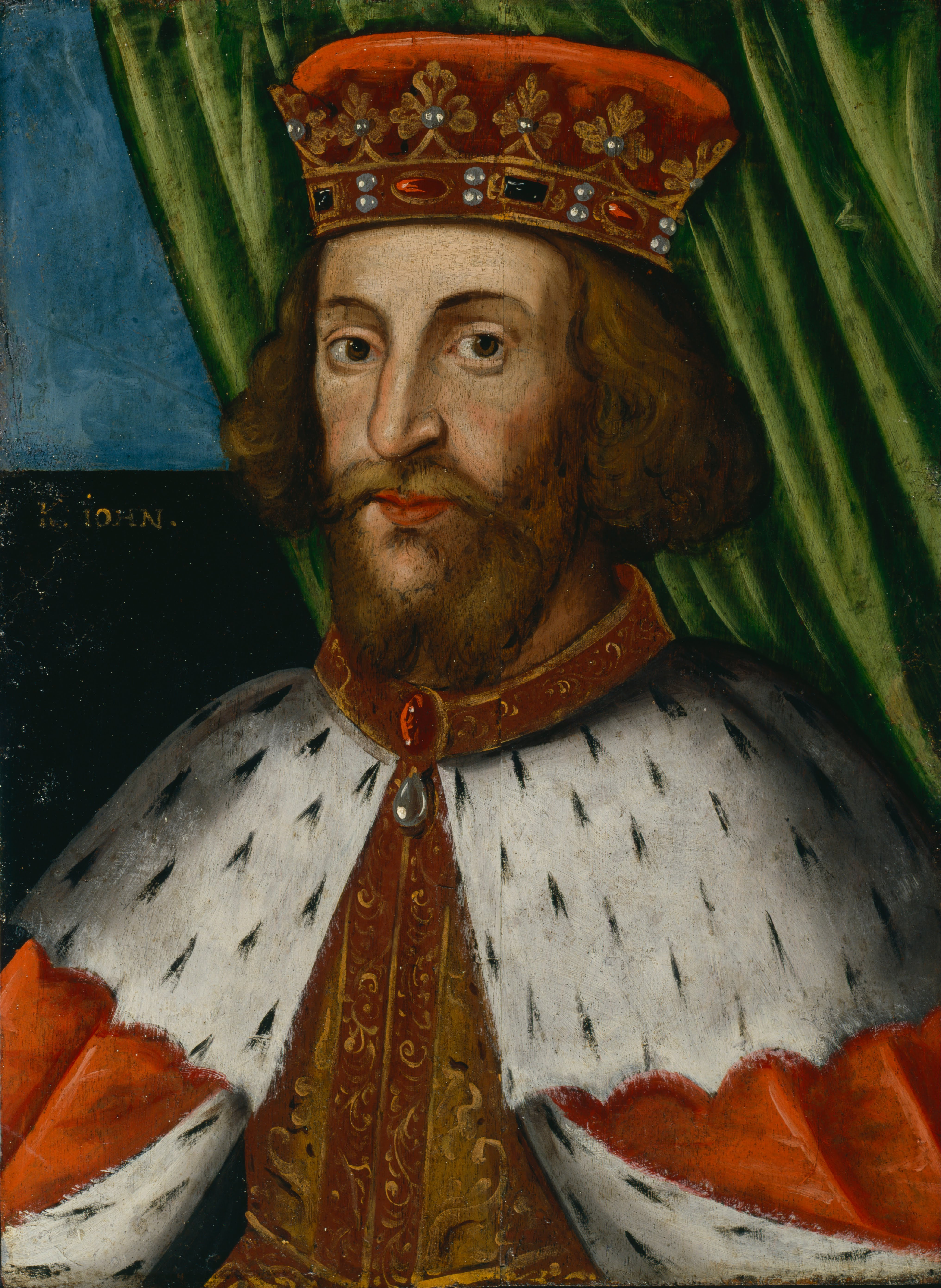
Иоанн I Безземельный 1199-1216 Король Англии
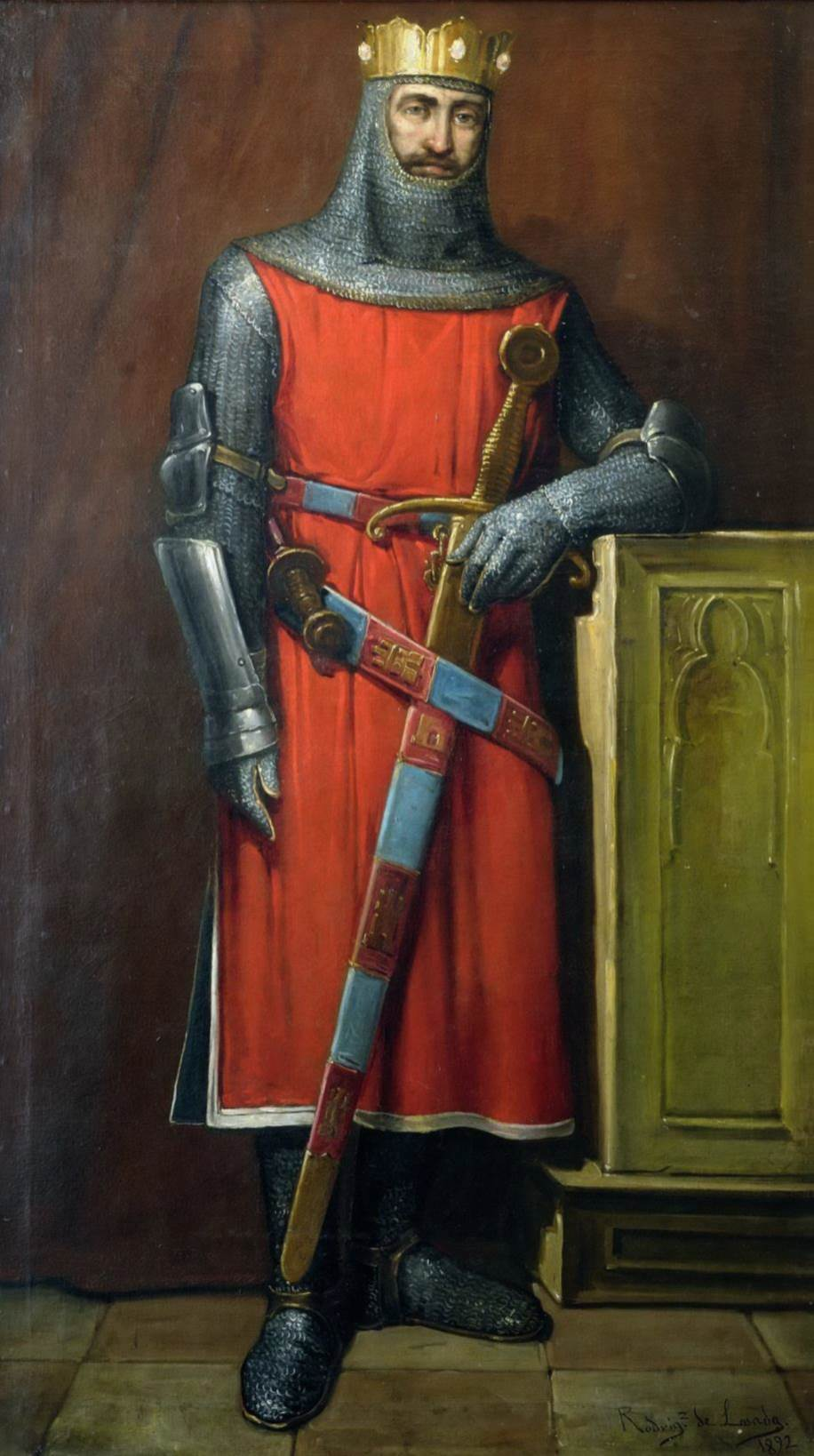
Альфонсо IX 1188-1230 Король Леона
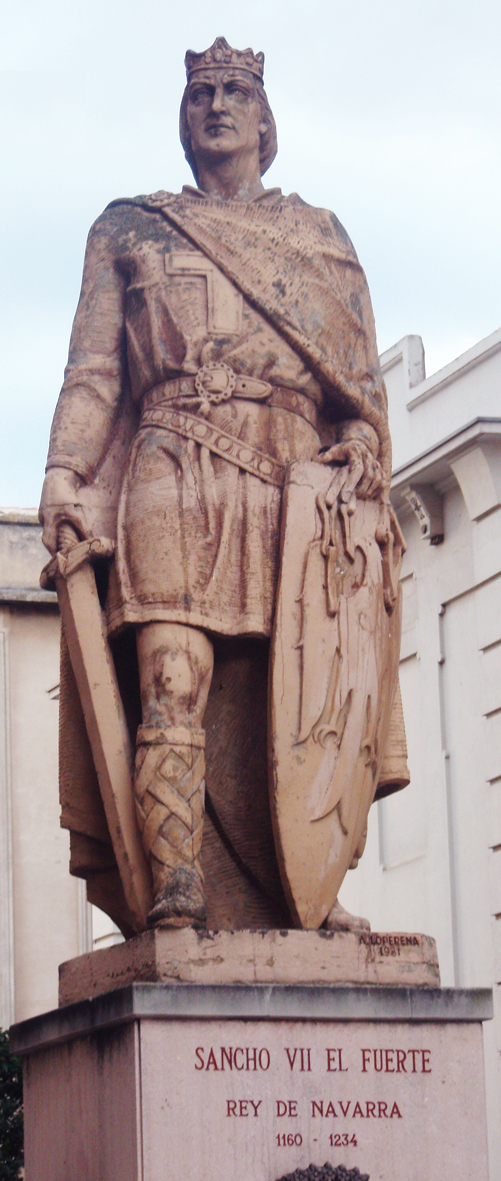
Санчо VII Сильный 1194-1234 Король Наварры
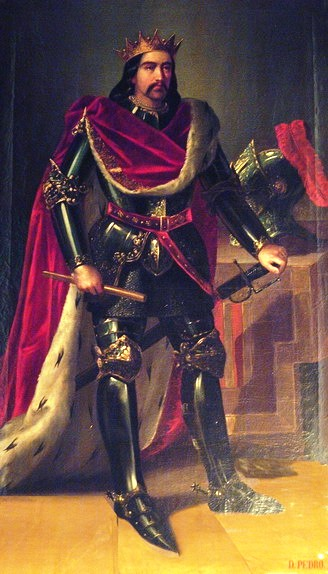
Педро II Католик 1196-1213 Король Арагона
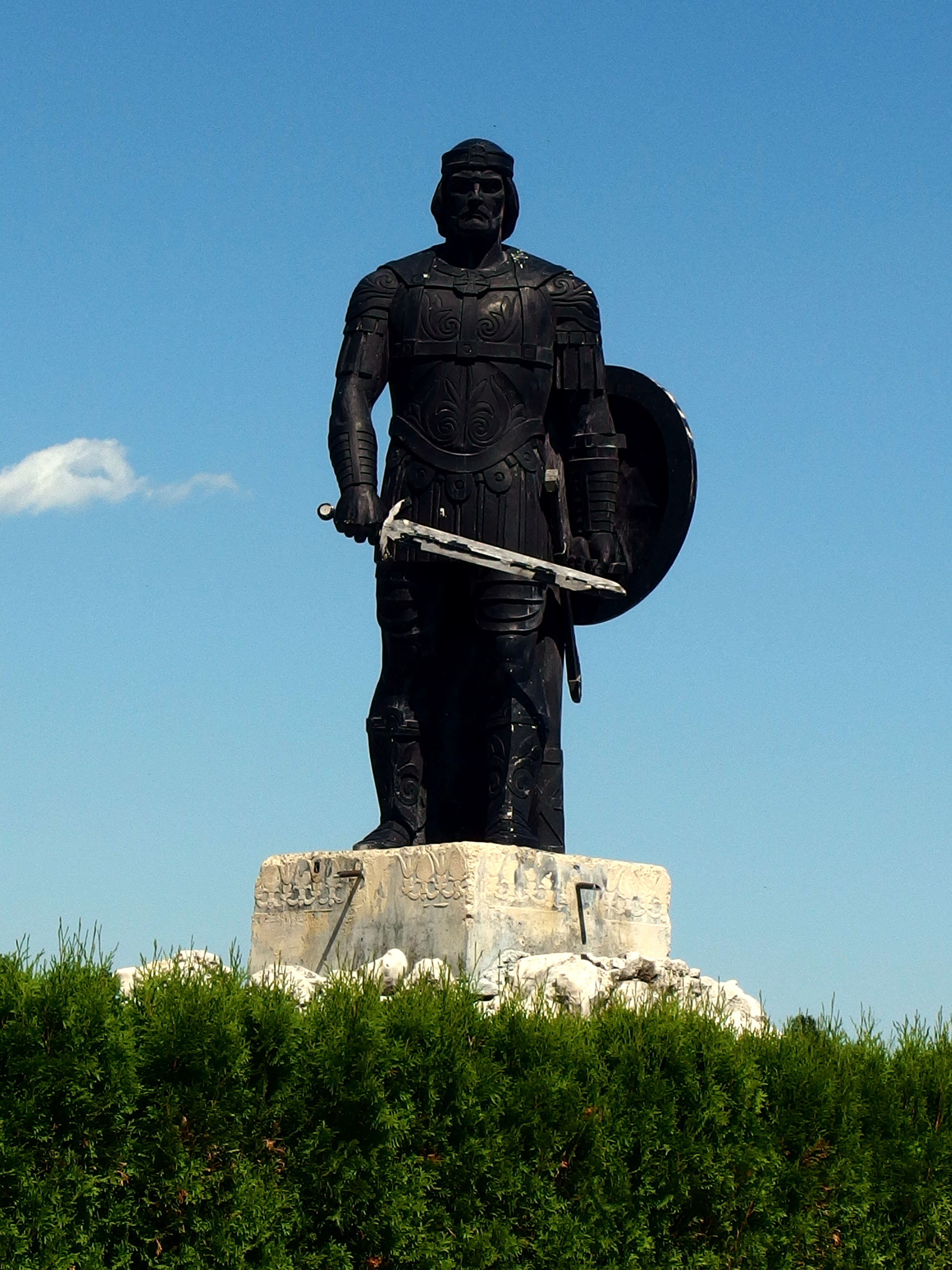
Калоян 1197-1207 Царь Болгарии
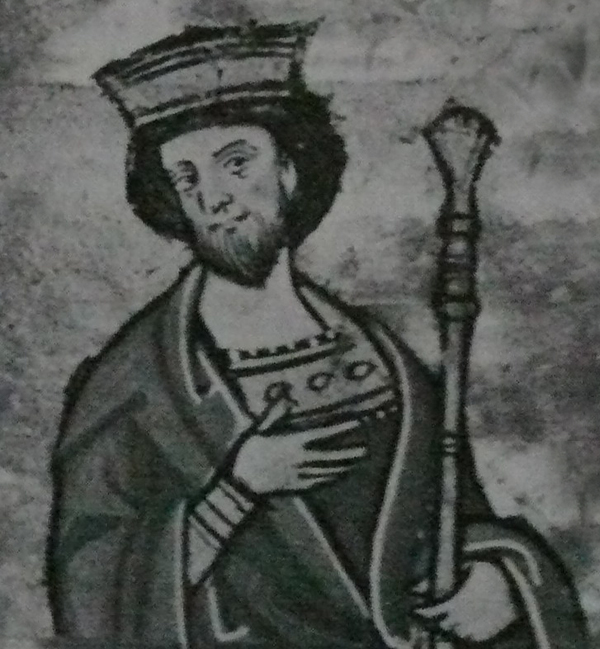
Пржемысл Отакар I 1198-1230 Король Чехии
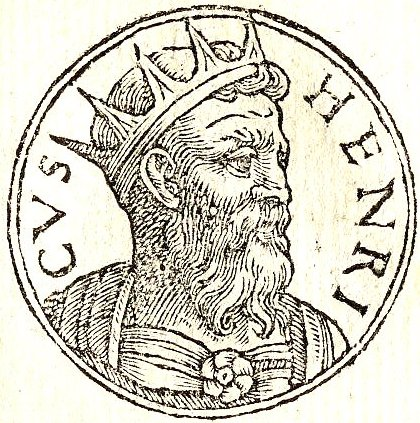
Генрих I 1206-1216 Император Латинской империи
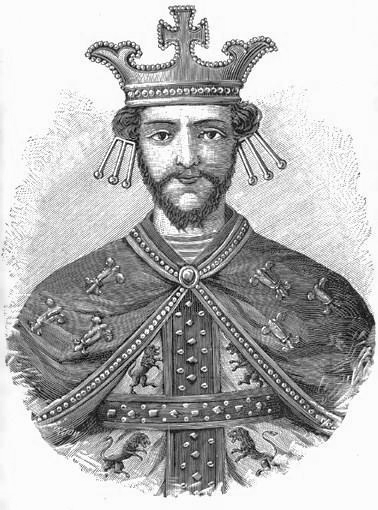
Левон II 1198-1219 Царь Киликии
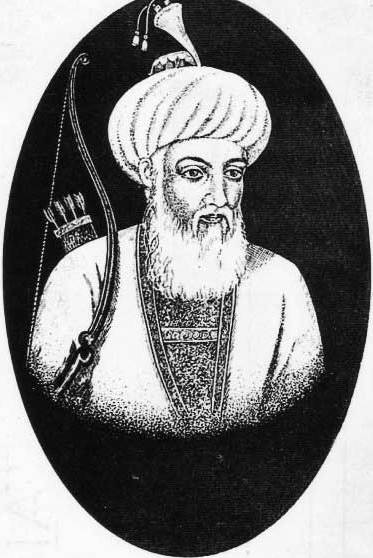
Мухаммад Гури 1202-1206 Султан Гуридов
Нин-цзун 1194-1224 Император Китая
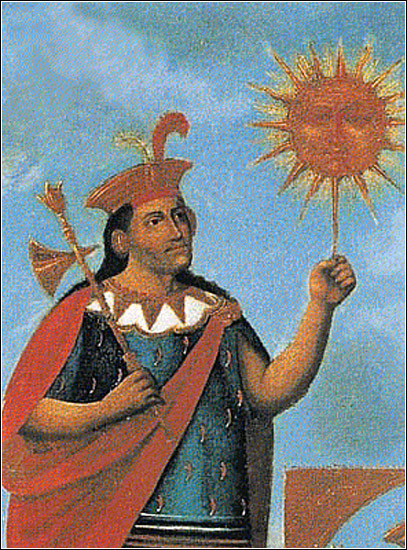
Манко Капак 1200-1230 Сапа Инка
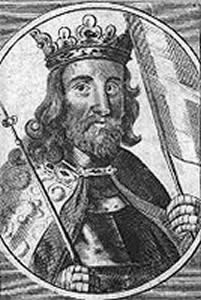
Вальдемар II 1202-1241 Король Дании
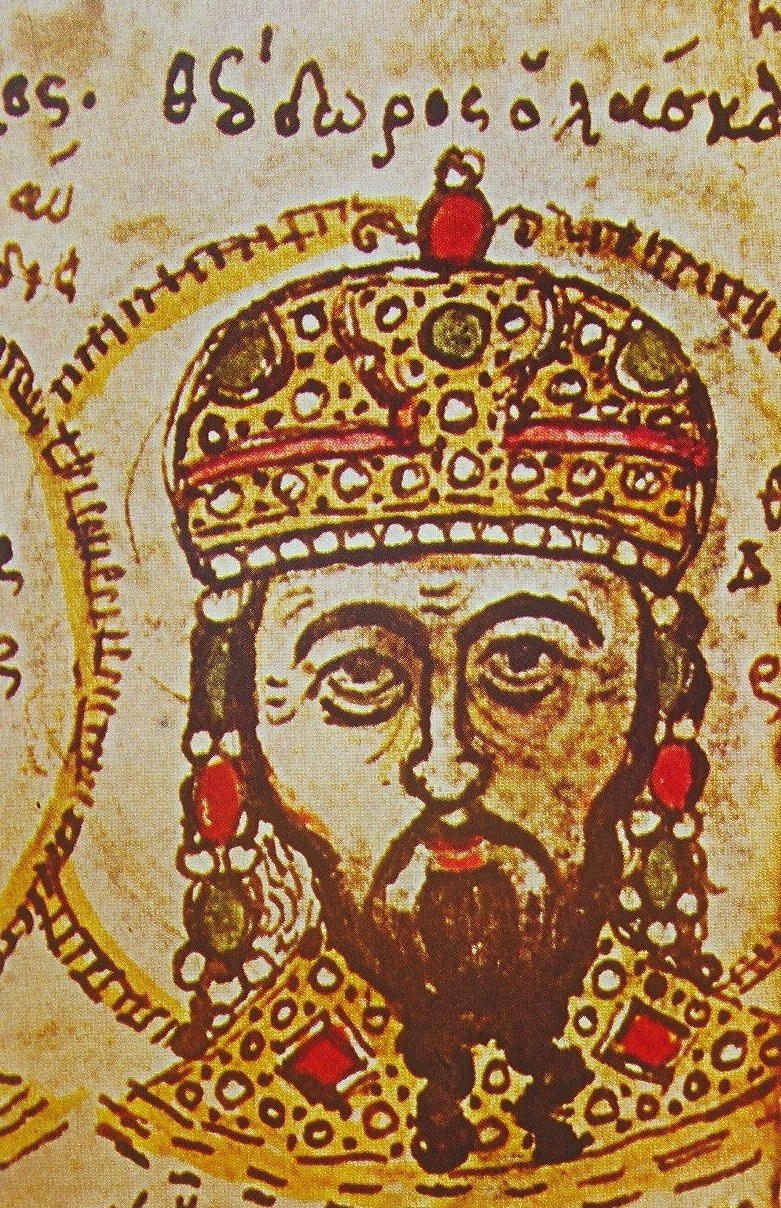
Феодор I Ласкарис 1206-1221 Император Никейской империи
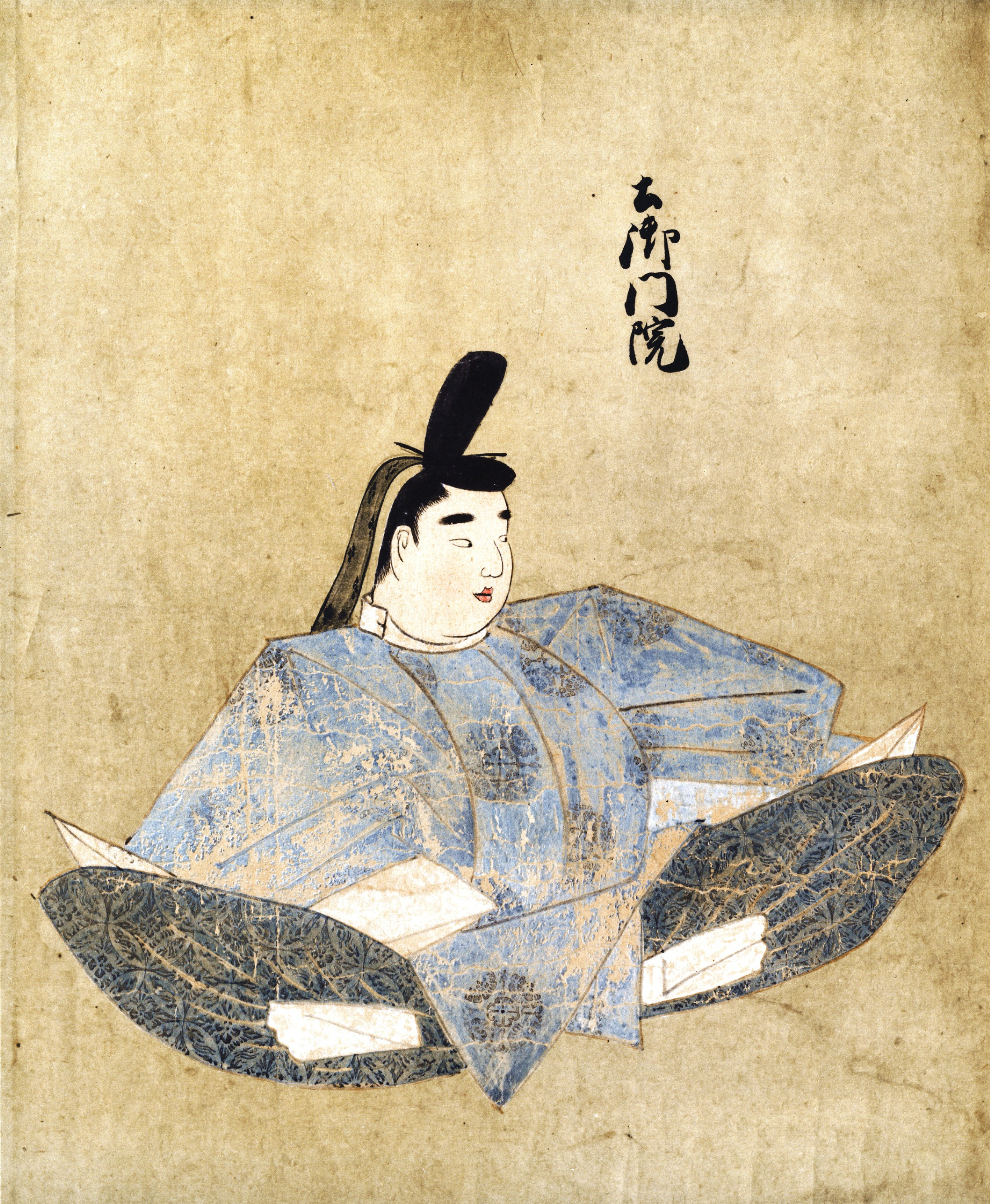
Цутимикадо 1198-1210 Император Японии
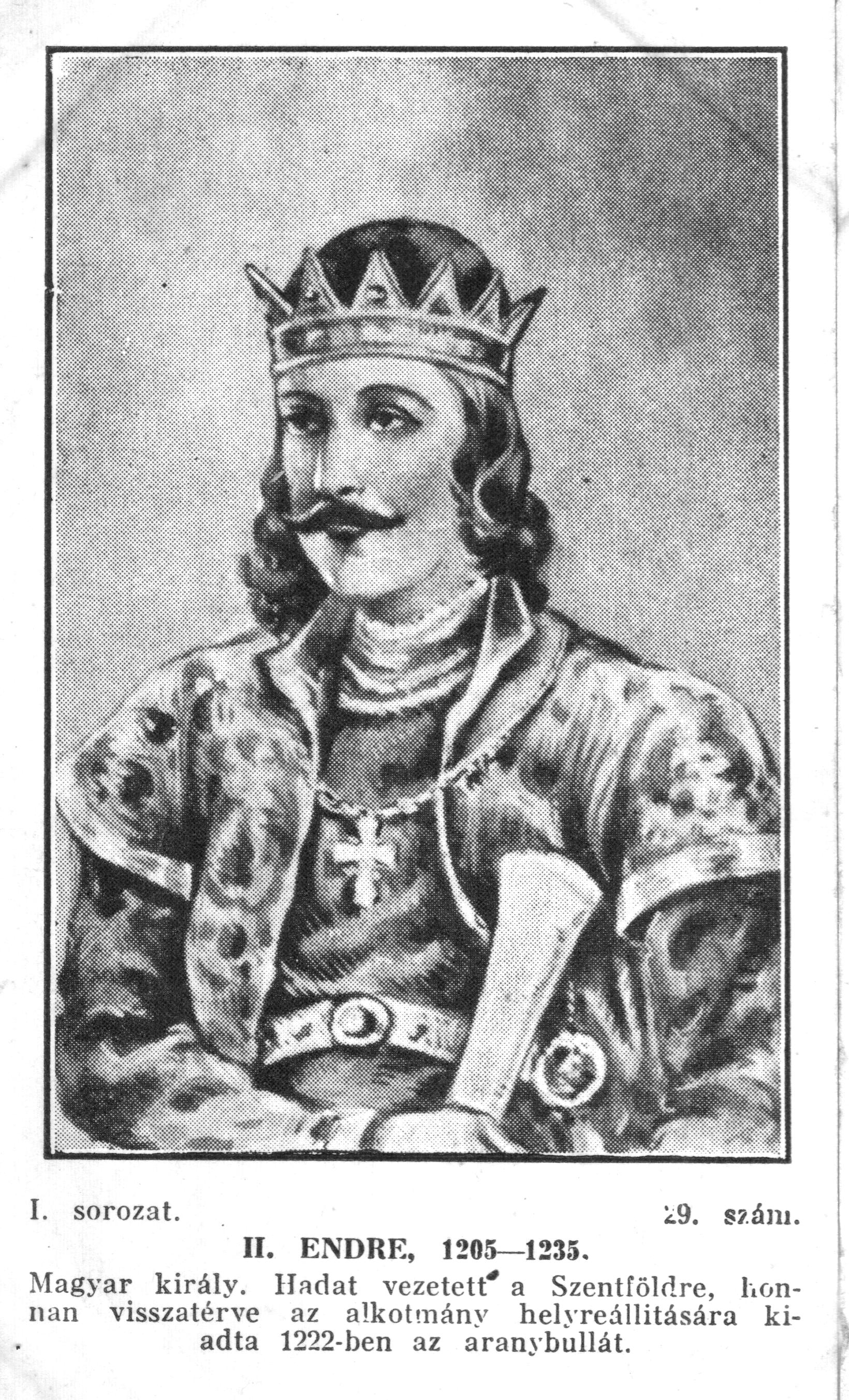
Андраш II 1205-1235 Король Венгрии
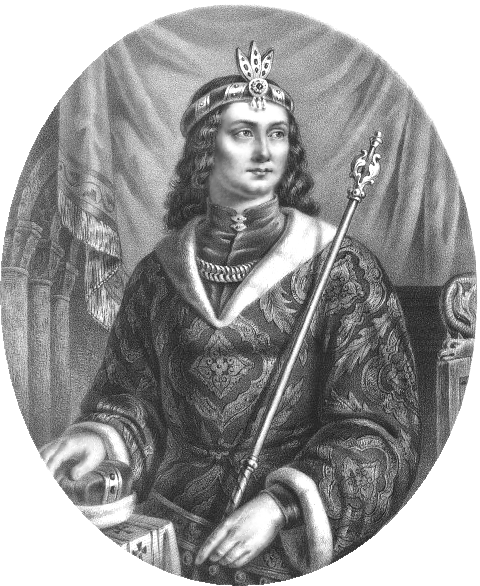
Владислав III 1202-1206, 1227-1229 Князь Краковский
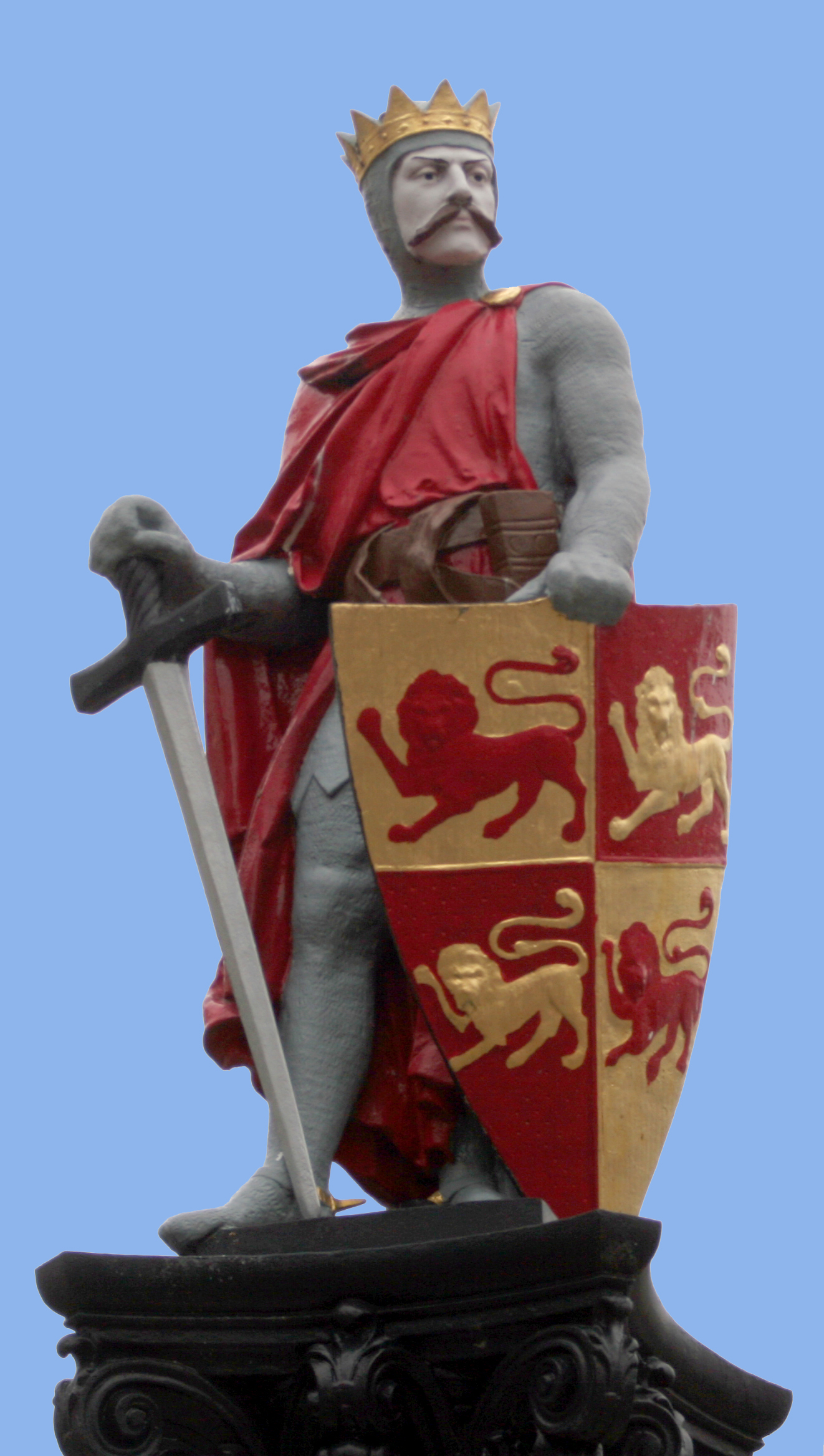
Лливелин Великий 1195-1240 Принц Гвинеда
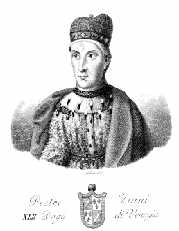
Пьетро Дзиани 1205-1229 Дож Венеции
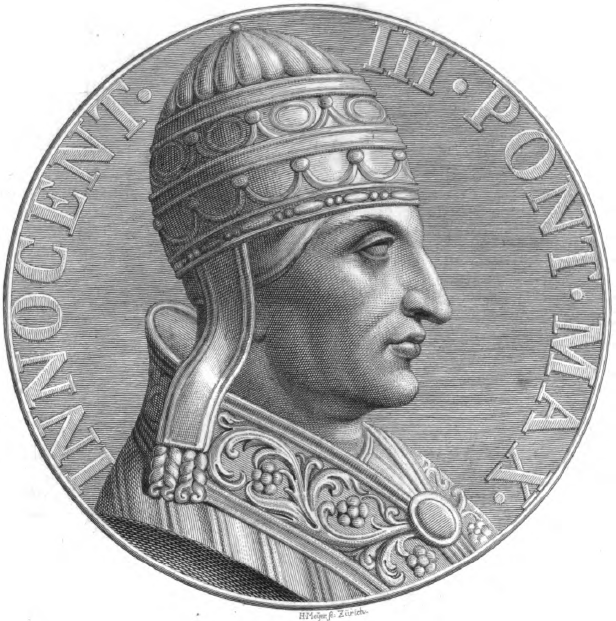
Иннокентий III 1198-1216 Папа римский